# Кубањово
Кубањово (слч. Kubáňovo) насељено је мјесто са административним статусом сеоске општине (слч. obec) у округу Љевице, у Њитранском крају, Словачка Република.

## Становништво
| Година:    | 1994. | 2004.    | 2014.   | 2024.    |
| ---------- | ----- | -------- | ------- | -------- |
| Број људи: | 336   | 296      | 286     | 251      |
| Разлика:   |       | -11,90 % | -3,37 % | -12,23 % |

| Година:    | 2023. | 2024.   |
| ---------- | ----- | ------- |
| Број људи: | 261   | 251     |
| Разлика:   |       | -3,83 % |

Према подацима о броју становника из 2011. године насеље је имало 291 становника.